# Materie (filozofie)
În sensul său actual, materia se referă la realitatea constitutivă a lumii fizice - cea a corpurilor. Ea este opusă în acest sens noțiunilor de „formă” sau de „spirit” care desemnează caracteristici nemateriale ale lumii. Fizica este știința care studiază proprietățile materiei.
Cuvântul „materie” este derivat din cuvântul latin māteria, care înseamnă „lemn” cu sensul de „material”. Pentru filosofii Antichității grecești și latine și apoi pentru filosofii scolastici ai Evului Mediu, materia este un substrat informal care constituie în lucruri ceea ce este capabil să primească o formă. Descartes îl identifica cu „spațiul”, în timp ce Locke îl definea drept „impenetrabilitate”.

## Grecia Antică

### Presocratici
La filozofii presocratici, arkhe (ἀρχή) este primul principiu al lumii. Thales din Milet a afirmat că acest prim principiu este apa. Ipoteza sa se sprijină pe observarea umidității peste tot în lume și coincide cu concepția sa a unui pământ care plutește pe apă. Teoria lui Thales a fost respinsă de elevul și succesorul său, Anaximandru. Acesta a constatat că apa nu poate fi arkhè, pentru că nu poate da naștere opusului său, focul. Anaximandru a susținut că, din același motiv, nici unul dintre elementele de bază (pământ, foc, aer, apă) nu poate fi arkhe și a propus o teorie proprie cu privire la apeiron, o substanță nedeterminată din care se nasc toate lucrurile și în care apoi se transformă toate. Apeironul reprezintă, în opinia lui, materia primă a tuturor lucrurilor, care stă la baza diferențierii lor.
Anaximene, discipolul lui Anaximandru, a avansat o altă teorie. El a revenit la teoria celor patru elemente, dar a postulat că arkhè există mai degrabă în aer decât în apă. Anaximene a sugerat că totul este alcătuit din aer în diferite grade de rarefiere și condensare („subțiere” sau „îngroșare”). Rarefiat, aerul devine foc, în timp ce condensat, devine mai întâi vânt, apoi nori, apă, pământ și, în sfârșit, piatră.
Pitagora din Samos, matematician, mistic și om de știință, a afirmat că numerele reprezintă esența lucrurilor, iar universul este un sistem ordonat și armonios de numere și raporturi numerice. El pare să fi influenția teoria formelor a lui Platon. Heraclit a susținut la rândul său că totul este într-un flux, adică în mișcare. Un astfel de sistem este incompatibil cu materia înțeleasă ca substanță care rezidă în lucruri. Leucip a afirmat că există particule indivizibile, atomi, care stau la baza existenței materiei.
Potrivit lui Empedocle, există patru elemente din care derivă toate lucrurile. Alți filozofi adaugă un al cincilea element, eterul, din care provin cerurile.

### Platon și urmașii săi
Potrivit lui Platon, Socrate a acceptat (sau cel puțin nu a respins) teoria celor cinci elemente, așa cum o arată dialogul Timaios care identifică cele cinci elemente cu „corpurile lui Platon”. Pământul este asociat cu cubul, aerul cu octaedrul, apa cu icosaedrul, focul cu tetraedrul și cerul cu dodecaedrul.
Platon a reluat ideea materiei prime. Materia este substanța lumii așa cum a existat înainte sau independent de orice determinare formală. Ea desemnează, prin urmare, o astfel de materie capabilă să primească o formă. Platon a descris această receptivitate pură a materiei drept indeterminare și pasivitate. Aristotel a respins teoria atomică și a dezvoltat forma ideală a lui Socrate într-o teorie care-și propunea să explice existența materiei prin compoziția și forma ei. El a considerat materia ca o posibilitate pasivă care poate fi dobândi printr-un principiu activ o formă, care să îi ofere o existență reală. Teoria materiei și a formei a devenit cunoscută sub numele de hilomorfism.
Ideile lui Aristotel au avut un impact redus asupra lumii antice. Apariția stoicismului a determinat aprofundarea și clarificarea ideilor anterioare. Concepția stoică a „categoriilor” este o încercare de a explica existența lucrurilor fără a face referire la nimic intangibil.
Plotin a reînviat ideile lui Platon. Concepția sa neoplatonică asupra materiei este că materia este o emanație degradată a ființei.

## Știință modernă
În contextul filosofic actual, termenul „materie” este încă utilizat pentru a distinge aspectele materiale ale universului de cele ale spiritului. Avântul înregistrat de chimia și fizica modernă marchează o revenire la teoriile atomiste ale lui Leucip. Cu toate acestea, fizica cuantică și teoria relativității restrânse fac ca înțelegerea omenească asupra materiei să fie mai complexă datorită identificării materiei și energiei cu particulele elementare și cu undele lor.

## Vezi și
- Formă (filozofie)
- Materialism